# Fleshgod Apocalypse
A Fleshgod Apocalypse olasz szimfonikus/technikás death metal zenekar. Lemezkiadó: Nuclear Blast, Willowtip Records, Candlelight Records. Zenéjükben a gyorsaság és a death metal hörgés keveredik a szimfonikus zenével.

## Története
2007-ben alakultak meg Perugiában. Legelső demójukat ugyanebben az évben rögzítették, a római Cellar Studioban. 2008-ban már koncerteztek is, olyan nagy nevekkel, mint a Behemoth, Origin (együttes), Dying Fetus, Hate Eternal, Suffocation, Napalm Death. Első nagylemezüket szintén 2008-ban rögzítették, amely 2009-ben került piacra. Ezt egy 2010-es EP követte. Francesco Paoli dobos a szintén olasz Hour of Penance-ben is játszott, ott az énekes szerepet töltötte be. 2010-ben a Fleshgod Apocalypse teljes jogú tagja lett. Második stúdióalbumuk 2011-ben került piacra. 2011-ben olyan nagy nevekkel koncerteztek, mint a Skeletonwitch, Whitechapel (együttes), The Black Dahlia Murder, Decapitated. 2013-ban és 2016-is piacra dobtak nagylemezeket. 2017 januárjában Magyarországon is felléptek, a holland Carach Angren-nel, illetve a szintén olasz Nightland-del együtt.

## Tagok
- Paolo Rossi – basszusgitár, "tiszta" ének (2007-)
- Francesco Paoli – ének, ritmusgitár (2007-2009, 2017-), dobok, vokál, ritmusgitár (2009-2017)
- Francesco Ferrini – zongora, húros hangszerek (2010-)

Korábbi tagok
- Tommaso Riccardi – ének, ritmusgitár (2009–2017)
- Cristiano Trionfera – gitár, háttérvokál (2007–2017)
- Francesco Struglia – dob (2007–2009)
- David Folchitto – dob (2017–2020)

Ideiglenes tagok
- Francesco Ferrini – zongora, húros hangszerek (2009–2010)
- Mauro Mercurio – dob (2009)
- Tommaso Riccardi – ritmusgitár, gitár (2009)
- Veronica Bordacchini – operaének (2011-)

Koncerttagok
- Veronica Bordacchini – szoprán (2013–)
- Fabio Bartoletti – gitár, háttérvokál (2017–)
- Eugene Ryabchenko – dob (2020–)

## Lemezek
- Oracles (2009)
- Agony (2011)
- Labyrinth (2013)
- King (2016)
- Veleno (2019)